# هنک د لوپر
هنک د لوپر (هلندی: Henk de Looper; ۲۶ دسامبر ۱۹۱۲ – ۲ ژانویهٔ ۲۰۰۶) بازیکن هاکی روی چمن اهل هلند بود.